# Višķi
Višķi (pol. Wyszki) – wieś na Łotwie w novadsie Górna Dźwina, siedziba pagastsu Višķi, 25 km na północny wschód od Dyneburga.

## Historia
Wyszki zostały nadane rodzinie Mohlów herbu Trzy Krety (lub Ropuchy) przez króla Zygmunta Augusta w 1561 albo 1562 roku, po zajęciu Inflant przez Rzeczpospolitą. Od tego momentu dobra te należały do rodziny Mohlów aż do I wojny światowej. Jednym z pierwszych właścicieli był Arend Arnulph von der Mohl, syn Dawida, major wojska polskiego, uczestnik wyprawy Batorego na Moskwę na czele własnej chorągwi złożonej ze szlachty inflanckiej, który wraz z żoną Elżbietą z Sielickich (lub von Ossendorff) ufundował w Wyszkach w 1621 roku pierwszy kościół. Kolejnym dziedzicem był Aleksander, syn Arenda i jego żony. Franciszek Mohl (~1770–1839), marszałek dyneburski, jeden z kolejnych właścicieli majątku, przyjmował tu w 1812 roku Napoleona, za co został później przez cara Aleksandra I pozbawiony urzędu i wraz z synem zesłany w głąb Rosji. Jego wnuk Stanisław (1821–1894) poparł finansowo powstanie styczniowe, za co był więziony w więzieniu dyneburskim, a później został zesłany do Ufy. Za nim udała się tam jego żona Felicja z domu Komar (1844–1891). Dobra Mohlów zostały skonfiskowane. Dopiero po wielu latach rodzinie udało się je odkupić od rządu. Ostatnim właścicielem Wyszek był syn Stanisława Hieronim (1871–1939) żonaty z Verą Letycją Bornholdt (1875–1908). Jego bratem był Aleksander Mohl. Pod koniec XIX wieku dobra Mohlów liczyły 3213 dziesięcin ziemi.
Po I rozbiorze Polski w 1772 roku Wyszki, wcześniej wchodząc w skład Polskich Inflant Rzeczypospolitej, znalazły się na terenie ujezdu dyneburskiego (później dźwińskiego) guberni witebskiej Imperium Rosyjskiego. Wyszki były siedzibą gminy i parafii należącej do dekanatu górnodźwińskiego. Od końca I wojny światowej miejscowość należy do Łotwy, która w okresie 1940–1990, jako Łotewska Socjalistyczna Republika Radziecka, wchodziła w skład ZSRR.
Pod koniec XIX wieku Wyszki miały status miasteczka. Poza kościołem i cmentarzem katolickim istniała tu synagoga, gdyż wtedy większość jego mieszkańców stanowili Żydzi. W drugiej połowie wieku oddano do użytku stację kolejową na trasie Kolei Warszawsko-Petersburskiej w pobliżu (4 km) wsi. Stacja początkowo miała nazwę Dubna (od nazwy sąsiedniej wsi i lokalnej rzeczki). W 1897 roku mieszkało tu 956 osób, z czego 668 Żydów. W 1914 roku żyło tu 1200 mieszkańców.
Po przejęciu tych ziem przez Łotwę majątek poddano reformie rolnej. W 1921 roku w byłym dworze uruchomiono ośrodek kursów dla pracowników rolnictwa i mleczarni. W 1926 roku powstała tu szkoła ekonomiczna, która wkrótce została przekształcona w dwuletnią Państwową Szkołę Ogrodnictwa i Gospodarki. W 1940 roku utworzono tu Liceum Ogrodnicze. W czasie II wojny światowej funkcjonował tu szpital wojskowy Wehrmachtu. Po wojnie odtworzono Technikum Ogrodnicze. W 1962 roku utworzono Państwową Szkołę Techniczną Rolnictwa, w ramach działającego tu kołchozu „O. Oškalns” o powierzchni użytków rolnych 4499 hektarów. 
Do lat 30. XX wieku miasteczko było sztetlem. W latach 30. z 58 sklepów 50 należało do Żydów (również 78 spośród 158 karczm). W latach 1941 i 1942 setki Żydów z Wyszek zostało wymordowane przez Einsatzgruppen w okolicy miejscowości lub w getcie w Dyneburgu. Zidentyfikowano 350 ofiar.

## Kościoły
Drewniany kościół z 1621 roku został w 1715 roku rozebrany i przeniesiony na pobliski półwysep przez Hieronima i Katarzynę Mohlów, a na jego miejscu powstał nowy parafialny kościół katolicki pw. Zwiastowania NMP. Istniał przy nim niewielki klasztor dominikanów. 
W latach 1908–1915 wzniesiono tu nowy kościół pw. Jana Chrzciciela, który istnieje do dziś. Jest to murowany budynek z kamienia polnego z ocynkowanym blaszanym dachem i wieżą. Ma formę jednonawową na planie krzyża. Jest to trzykondygnacyjny budynek z cementową podłogą, o długości 30 metrów i szerokości 15 metrów. Wokół kościoła znajduje się kamienne ogrodzenie. Wyposażanie wnętrz ukończono dopiero w 1930 roku. W 1935 roku zakupiono nowy dzwon o wadze 673 kg. 27 czerwca 1939 roku piorun uderzył w kościół, niszcząc dach i wnętrze kościoła. Kościół został odrestaurowany. Jest obecnie zabytkiem.
Synagoga nie istnieje, zachował się jednak kirkut. Na terenie wsi stoi również cerkiew prawosławna.

## Pałac
Stary dwór Mohlów został splądrowany, a następnie spalony, wraz z budynkami gospodarczymi, w 1863 roku w konsekwencji zaangażowania właścicieli w powstanie styczniowe. Stracono wtedy całe urządzenie domu, bibliotekę i archiwum rodzinne. 
Nie wiadomo, kiedy wzniesiono nowy pałac. Była to budowla dwukondygnacyjna, z wysokimi piwnicami, zaprojektowana na planie szerokiego prostokąta, prawie kwadratu. Dom był nakryty gładkim czterospadowym dachem. Jedna z jego krótszych, siedmioosiowych elewacji była frontowa i została wzbogacona dwiema trzykondygnacyjnymi wieżami, zwieńczonymi wydatnymi, profilowanymi gzymsami i dachami ukrytymi za ściankami attykowymi. Między wieżami zbudowano portyk z dwiema kolumnami i wnętrzem będącym jakby otwartym przedsionkiem. Portyk był zwieńczony tarasem, do domu prowadziły szerokie, kamienne schody. Elewacje pałacu były na parterze boniowane, piętro było gładkie. O wnętrzu pałacu Mohlów nic nie wiadomo.
Pałac stał na szczycie wzgórza, z lewej strony opadały rozległe otwarte gazony z klombami pokrytymi dywanami kwiatów, zakończone pochyłą trawiastą skarpą. Kilkunastostopniowe schody wiodły nią do dolnej części parku.
Po wojnie polsko-bolszewickiej z majątku pozostały zgliszcza.
Majątek Wyszki został opisany w 3. tomie Dziejów rezydencji na dawnych kresach Rzeczypospolitej Romana Aftanazego. Został również szczegółowo opisany w książce Memento kresowe Antoniego Urbańskiego w 1929 roku.